# (8172) 1991 RP15
A (8172) 1991 RP15 a Naprendszer kisbolygóövében található aszteroida. Henry E. Holt fedezte fel 1991. szeptember 15-én.